# 5in/38
Il 5in/38 Mark 12 è stato uno dei più diffusi cannoni navali americani adottato da vari tipi di unità della US Navy. Anche se utilizzati prevalentemente come armi antiaeree, avevano buone capacità anche come armi antinave e per il tiro controcosta.

## Caratteristiche tecniche
Il cannone 127/38 era una arma a tiro rapido ad otturatore a cuneo verticale, dotata di calcatoio automatico del proietto e della carica di lancio. Le camere di lancio delle torrette binate venivano alimentate di proietti e cariche dalla camera di travaso sottostante tramite due elevatori separati per i proietti (dotato di graduatore della spoletta) e per le cariche. La camera di travaso era alimentata da un elevatore singolo a noria, protetto da una condotta metallica, che si dipartiva dalla camera di alimentazione alla sottostante camera di manipolazione adiacente ai depositi dei proietti e delle cariche.
L'elevata cadenza di tiro (per l'epoca) gli valse una notevole reputazione come arma antiaerea. Le armi montate su piattaforma rotante comprendente gli elevatori dei proietti avevano una cadenza di tiro nominale di 15 colpi al minuto per arma; tuttavia, un equipaggio ben addestrato poteva arrivare ad ottenere 22 colpi al minuto per brevi periodi. Su altri affusti liberi o scudati privi di elevatori integrali con la piattaforma rotante, si potevano ottenere solo da 12 a 15 colpi al minuto per arma.  La durata della canna era di 4600 colpi prima della sostituzione. Vi sono state varie versioni del cannone in versione singola o binata, sia in piattaforma aperta sia in torretta chiusa fino ad arrivare alla versione Mk 40.
| Versione   | Impianto      | Peso                   | Montaggio   | Piattaforma |
| ---------- | ------------- | ---------------------- | ----------- | --- |
| Mk21       | Canna singola | 31 200 lb (14 200 kg)  | Piedistallo | Alcune unità di squadra realizzate negli anni trenta, unità ausiliarie e mercantili                                                               |
| Mk22       | Binato        | 75 250 lb (34 130 kg)  | Torretta    | cacciaconduttori nella seconda metà degli anni trenta                                                                                             |
| Mk24 Mod1  | Singola       | 29 260 lb (13 270 kg)  | Piedistallo | portaerei realizzate negli anni trenta |
| Mk28 Mod0  | Binato        | 156 295 lb (70 894 kg) | Torretta    | navi da battaglia precedenti la Classe Iowa |
| Mk28 Mod2  | Binato        | 170 635 lb (77 399 kg) | Torretta    | navi da battaglia Classe Iowa |
| Mk29 Mod0  | Binata        | 108 000 lb (49 000 kg) | Torretta    | Incrociatori |
| Mk30 Mod0  | Canna singola | 40 900 lb (18 600 kg)  | Torretta    | cacciatorpediniere, unità ausiliarie, cutter d'altura della USCG                                                                                  |
| Mk30 Mod1  | Canna singola | 33 500 lb (15 200 kg)  | Scudato     | cacciatorpediniere (montaggio poppiero), Portaerei di scorta                                                                                      |
| Mk30 Mod69 | Canna singola | 45 000 lb (20 000 kg)  | Torretta    | Gli avviso scorta avevano bordo posteriore superiore della torretta del tipo Mark 38 smussato per favorire il lancio delle cariche del porcospino |
| Mk32 Mod0  | Binato        | 105 600 lb (47 900 kg) | Torretta    | incrociatori, portaerei |
| Mk32 Mod4  | Binato        | 120 369 lb (54 598 kg) | Torretta    | incrociatori, portaerei |
| Mk37 Mod0  | Canna singola | 34 700 lb (15 700 kg)  | Piedistallo | Armed merchants, auxiliaries |
| Mk38 Mod0  | Binato        | 95 700 lb (43 400 kg)  | Torretta    | cacciatorpediniere, incrociatori leggeri Classe Atlanta                                                                                           |

## Servizio
Progettato nel 1932 ed entrato in servizio nel 1934 venne installato ancora su navi nuove fino ai primi anni sessanta. La carica dei cannoni nei primi modelli era manuale, ma il calcatoio era automatico, così da dare un alto rateo di fuoco, e i cannoni si sono dimostrati in azione altamente affidabili, del resto le loro prestazioni balistiche non sono mai state eccezionali, quanto piuttosto la praticità d'impiego e la rapidità di fuoco.

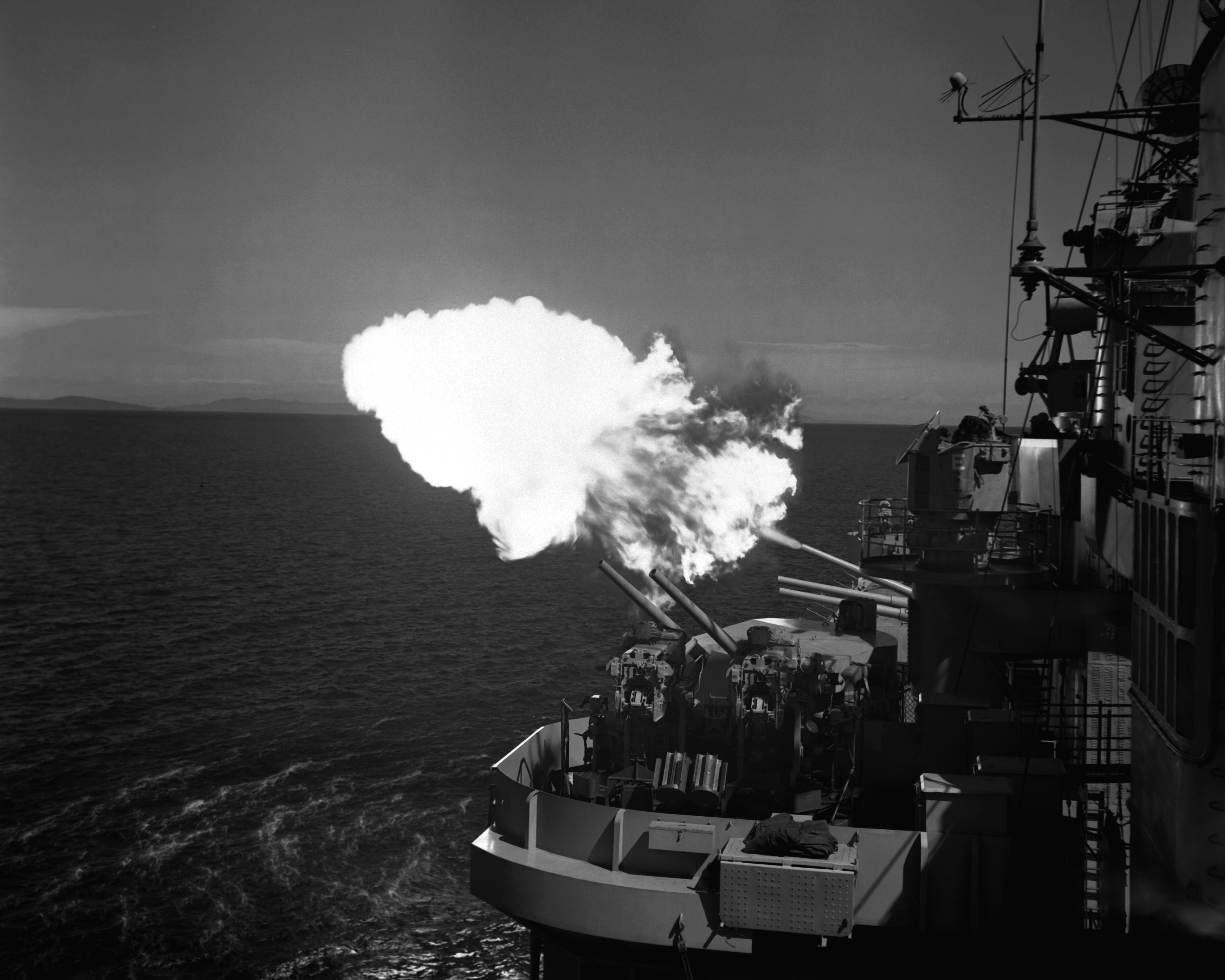
Uno dei cannoni da 127/38 dell'incrociatore pesante USS Saint Paul fa fuoco contro postazioni costiere coreane il 27 luglio 1953 poco prima dell'armistizio

Dopo la seconda guerra mondiale il cannone ha costituito l'armamento di molte navi che i paesi alleati degli Stati Uniti hanno ricevuto nel corso della guerra fredda nell'ambito del Mutual Defense Assistance Program.
Nella Marina Militare tale cannone ha costituito l'armamento principale sia di unità che l'Italia ha ricevuto dagli Stati Uniti sia su unità di nuova costruzione o riallestite. Il cannone delle unità della Marina Militare erano in versione sia singola che binata.
Il cannone in versione singola ha costituito l'armamento principale dei cacciatorpediniere classe Artigliere che l'Italia aveva ricevuto dagli Stati Uniti nei primi anni del secondo dopoguerra e dei cacciatorpediniere classe Fante, tre unità appartenenti in origine alla numerosa classe Fletcher che sono state in servizio nella Marina Militare tra la fine degli anni sessanta e la prima metà degli anni settanta. La versione binata ha equipaggiato i cacciaconduttori classe San Giorgio ottenuti dalla ricostruzione/trasformazione di due incrociatori leggeri classe Capitani Romani, dei cacciatorpediniere classe Indomito e dei cacciatorpediniere lanciamissili classe Impavido, prime unità missilistiche di nuova costruzione realizzate in Italia.
Il cannone è rimasto in servizio in varie marine militari fino alla fine degli anni novanta e in qualche caso anche all'inizio del nuovo secolo costituendo l'armamento principale della classe Gearing, della classe Allen M. Sumner e della classe Fletcher, molti esemplari delle quali furono cedute a vario titolo ai paesi alleati nel corso della guerra fredda. Molte di queste unità navali erano state riammodernate del corso del Programma FRAM. Attualmente l'ultima nave ad essere equipaggiata da un esemplare di questo cannone è il cacciatorpediniere Netzahualcoyotl che presta servizio nella Marina Messicana come nave scuola.

### Servizio nella Marina Militare Italiana
L’impiego di questo cannone di provenienza Stati Uniti d'America nella Marina Militare oltre che nelle unità ex statunitensi è costituito da 12 torri binate Mk 32, adottate dalle seguenti unità di realizzazione italiana:
- San Giorgio (3 impianti)
- San Marco (3 impianti)
- Impetuoso (2 impianti)
- Indomito (2 impianti)
- Impavido (1 impianto)
- Intrepido (1 impianto)

Abbandonato il progetto di sottoporre i cacciatorpediniere della classe Impavido, primi cacciatorpediniere lanciamissili realizzati in Italia, a più estesi lavori di ammodernamento, queste unità continuarono ad imbarcare il modello Mk. 32 fino al disarmo.
L’impianto sopraelevato di poppa del San Giorgio venne sbarcato e sostituito da uno dei tre da 76/62 mm, durante i lavori di trasformazione in nave scuola.